# La Grande Danse Macabre
La Grande Danse Macabre è il settimo album in studio della black metal band Marduk, e rappresenta il terzo capitolo della trilogia "Sangue, guerra e morte", iniziata nel 1998 con il precedente Nightwing e proseguita con Panzer Division Marduk.
L'album è stato registrato dalla casa discografica The Abyss nel dicembre 2000 e poi pubblicato dalla Regain Records.

## Tracce
1. Ars Moriendi – 1:51
2. Azrael – 3:06
3. Pompa Funebris 1600 – 2:36
4. Obedience unto Death – 3:16
5. Bonds of Unholy Matrimony – 7:03
6. La Grande Danse Macabre – 8:11
7. Death Sex Ejaculation – 5:11
8. Funeral Bitch – 4:58
9. Summers End – 4:41
10. Jesus Christ... Sodomized – 4:33
11. Samhain (Limited edition bonus track) – 1:29

## Formazione
- Erik "Legion" Hagstedt - voce
- Morgan Steinmeyer Håkansson - chitarra
- Bogge "B. War" Svensson - basso
- Fredrik Andersson - batteria

ospite
- Peter Tägtgren – mixing